# Licodia Eubea
Licodia Eubea település Olaszországban, Szicília régióban, Catania megyében. Lakosainak száma 2731 fő (2023. január 1.). Licodia Eubea Caltagirone, Chiaramonte Gulfi, Giarratana, Grammichele, Mineo, Mazzarrone, Monterosso Almo és Vizzini községekkel határos.

## Népesség
A település lakossága az elmúlt években az alábbi módon változott:
| Lakosok száma | 3078 | 3087 | 2731 |
|               | 2016 | 2018 | 2023 |